# Lanti
Lanti est une commune rurale située dans le département de Diabo de la province du Gourma dans la région de l'Est au Burkina Faso.

## Géographie
Lanti est situé à 15 km au Nord-Ouest de Diabo, le chef-lieu du département, et à 4 km au Sud-Est de Koulpissi.

## Santé et éducation
Le centre de soins le plus proche de Lanti est le centre de santé et de promotion sociale (CSPS) de Koulpissi.